# Большие железные ворота
Больши́е желе́зные воро́та — каменные ворота, расположенные на границе парков Дворцового и Зверинца города Гатчина Ленинградской области. Построены во второй половине XVIII века.

## Описание
Ворота находятся в северной части Дворцового парка и, вместе с прилегающей стеной служат границей парка.

## История
Автор и дата начала строительства ворот неизвестны. Однако известен строитель ворот — Кирьян Пластинин и дата окончания постройки — сентябрь 1787 года.
Несколько позже, в 1796 году, часть каменной стены у ворот была заменена на металлическую решетку.
В 1881 году рядом с воротами было построено небольшое здание караулки. Его проект разрабатывал архитектор Людвиг Францевич Шперер.
Во время Великой Отечественной войны караулка и ворота почти не пострадали, стена была повреждена несколько больше — в ней были пробиты бойницы.
В настоящее время караулка используется как база лодочной станции.